# リサデル
リサデル (Lisadell) はアメリカ合衆国の競走馬、および繁殖牝馬。

## 経歴
1971年にクレイボーンファームで誕生した。父フォルリはアルゼンチンの名競走馬で、種牡馬としても本馬を含む多くの産駒に恵まれ成功した。母ソングはアメリカで5勝を挙げた牝馬で、繁殖牝馬として2頭のG1馬を出した名牝である。兄弟にサッチ（サセックスステークス、種牡馬）やキングペリノア（チャンピオンズ招待ハンデキャップ）、全姉にスペシャル（繁殖牝馬）がいる。
現役時代はアイルランドの厩舎に所属し、レスター・ピゴットの騎乗のもとでアザシステークスとコロネーションステークス（当時はG2）で勝ち星を挙げた。
1975年から繁殖入りした。代表産駒に1990年生まれの牡馬ファザーランド（父サドラーズウェルズ）がいる。同馬は1992年のナショナルステークスに勝ち、1993年の2000ギニーでは2着に入る活躍を見せた。しかし、同年の末にアメリカで出走したハリウッドダービーの競走中に故障し、予後不良となっている。
このほかで競走馬として目立った成績を挙げた馬はいないが、繁殖入りして成績を挙げた馬もいる。初年度産駒のイェーツ（父ニジンスキー）は5戦3勝で種牡馬入りし、オーストラリアに輸出後に現地でアワポエティックプリンス（コックスプレート）などを出している。
姉のスペシャルほどではないが、リサデルの牝系も大きく枝を伸ばして、その先にいくつかの名馬を出している。3代先にはジャパンカップなどに勝った日本の競走馬エルコンドルパサー、4代先にはローマ賞2連覇などがあるドイツの競走馬ソルジャーホロウがいる。

## 評価

### おもな勝鞍
- アザシステークス (G3)
- コロネーションステークス (G2)

## 主なファミリーライン
牝系図の主要な部分（太字はGI級競走優勝馬）は以下の通り。*は日本に輸入された馬。
- Ann of the Forest - F-No.5-h始祖
  - (12代省略)
    - Rough Shod 1944
      - Thong 1964 
        - Special 1969 ---←スペシャル系へ
        - Thatch 1970（サセックスS）
        - Lisadell 1971 ---↓リサデル系（改行）

↓リサデル系
- Lisadell 1971
  - Rosa Mundi 1977
    - La Joyeuse 1982
      - Endless Joy 1987
        - Endless Hall 1996（ミラノ大賞典）

    - Soltura 1990
      - *バレーダンシング 2002
        - リサプシュケ 2011
          - ペイシャエス 2019（名古屋グランプリ、ユニコーンS、エルムS）

  - Inisfree 1981
    - Lake Isle 1989
      - Island Race 1995
        - Soldier Hollow 2000（バイエルンツフトレネン、ローマ賞）

  - Lisaleen 1982
    - Gossamer 1991
      - Kincob 2000
        - Miss Macnamara 2009
          - Sonnyboyliston 2017（愛セントレジャー）

      - Bachelor Duke 2001（愛2000ギニー）
      - Trylko 2002 
        - Talco 2011（シューメイカーマイルS）

  - Glenveagh 1986
    - *サドラーズギャル 1989
      - *エルコンドルパサー 1995（NHKマイルC、ジャパンC、サンクルー大賞、ニュージランドT、フォワ賞、共同通信杯）

  - Fatherland 1990（ナショナルS）

牝系図の出典：Galopp-Sieger

## 血統表
| リサデルの血統（ハイペリオン系 / Fairway(Pharos)5×5=6.25%、Lady Juror 父内5x5=6.25%） | リサデルの血統（ハイペリオン系 / Fairway(Pharos)5×5=6.25%、Lady Juror 父内5x5=6.25%） | リサデルの血統（ハイペリオン系 / Fairway(Pharos)5×5=6.25%、Lady Juror 父内5x5=6.25%） | （血統表の出典）      | （血統表の出典） |
| 父 Forli 1963 栗毛 アルゼンチン                                                       | 父の父Aristophanes 1948 栗毛 イギリス                                                 | Hyperion                                                                              | Gainsborough          | Gainsborough     |
| 父 Forli 1963 栗毛 アルゼンチン                                                       | 父の父Aristophanes 1948 栗毛 イギリス                                                 | Hyperion                                                                              | Selene                |                  |
| 父 Forli 1963 栗毛 アルゼンチン                                                       | 父の父Aristophanes 1948 栗毛 イギリス                                                 | Commotion                                                                             | Mieuxce               | Mieuxce          |
| 父 Forli 1963 栗毛 アルゼンチン                                                       | 父の父Aristophanes 1948 栗毛 イギリス                                                 | Commotion                                                                             | Riot                  |                  |
| 父 Forli 1963 栗毛 アルゼンチン                                                       | 父の母Trevisa 1951 栗毛 アルゼンチン                                                  | Advocate                                                                              | Fair Trial            | Fair Trial       |
| 父 Forli 1963 栗毛 アルゼンチン                                                       | 父の母Trevisa 1951 栗毛 アルゼンチン                                                  | Advocate                                                                              | Guiding Star          |                  |
| 父 Forli 1963 栗毛 アルゼンチン                                                       | 父の母Trevisa 1951 栗毛 アルゼンチン                                                  | Veneta                                                                                | Foxglove              | Foxglove         |
| 父 Forli 1963 栗毛 アルゼンチン                                                       | 父の母Trevisa 1951 栗毛 アルゼンチン                                                  | Veneta                                                                                | Dogaresa              |                  |
| 母 Thong 1964 鹿毛 アメリカ                                                           | 母の父Nantallah 1953 鹿毛 アメリカ                                                    | Nasrullah                                                                             | Nearco                | Nearco           |
| 母 Thong 1964 鹿毛 アメリカ                                                           | 母の父Nantallah 1953 鹿毛 アメリカ                                                    | Nasrullah                                                                             | Mumtaz Begum          |                  |
| 母 Thong 1964 鹿毛 アメリカ                                                           | 母の父Nantallah 1953 鹿毛 アメリカ                                                    | Shimmer                                                                               | Flares                | Flares           |
| 母 Thong 1964 鹿毛 アメリカ                                                           | 母の父Nantallah 1953 鹿毛 アメリカ                                                    | Shimmer                                                                               | Broad Ripple          |                  |
| 母 Thong 1964 鹿毛 アメリカ                                                           | 母の母Rough Shod 1944 鹿毛 イギリス                                                   | Gold Bridge                                                                           | Golden Boss           | Golden Boss      |
| 母 Thong 1964 鹿毛 アメリカ                                                           | 母の母Rough Shod 1944 鹿毛 イギリス                                                   | Gold Bridge                                                                           | Flying Diadem         |                  |
| 母 Thong 1964 鹿毛 アメリカ                                                           | 母の母Rough Shod 1944 鹿毛 イギリス                                                   | Dalmary                                                                               | Blandford             | Blandford        |
| 母 Thong 1964 鹿毛 アメリカ                                                           | 母の母Rough Shod 1944 鹿毛 イギリス                                                   | Dalmary                                                                               | Simons Shoes F-No.5-h |                  |